# Zanaka
Zanaka es el primer álbum de estudio de la cantautora francesa Jain, publicado el 6 de noviembre de 2015. El título del álbum significa «niño» en malgache, y es un homenaje a su madre, de origen franco-malgache. El 25 de noviembre de 2016 se publicó una edición de lujo que añadía seis canciones más, incluido el single Dynabeat.

## Sencillos

### Come
Come fue lanzado como el primer single de Zanaka el 11 de mayo de 2015. Un video musical fue subido al canal oficial de YouTube de Jain el 2 de junio de 2015. La canción se incluyó más tarde en el EP Hope lanzado el 22 de junio de 2015. La canción alcanzó el número uno en la lista de singles francesa y en noviembre de 2016 fue certificada Diamante. Come también alcanzó el número 18 en la lista de singles francesa de fin de año en 2016.
La canción también se ha utilizado en la publicidad del canal de televisión polaco Polsat y en 2017 apareció en la serie de televisión web de comedia de terror estadounidense Santa Clarita Diet.

### Makeba
Makeba se publicó por primera vez como parte del EP Hope, en 2015. En septiembre de 2016, se subió un lyric video al canal oficial de YouTube de Jain. Más tarde, el 30 de noviembre de 2016, se subió un vídeo musical. El vídeo se rodó en Sudáfrica, el lugar de nacimiento de la inspiradora de la canción, Miriam Makeba. El vídeo musical fue nominado al Mejor Vídeo Musical en la 60.ª edición de los Premios Grammy, de 2018. La canción alcanzó el número siete en la lista de singles francesa y fue certificada como disco de oro en noviembre de 2016. Makeba alcanzó el número 93 en 2016 y el número 161 en 2017 en la lista francesa de singles de fin de año.
Makeba se utilizó en el anuncio de televisión "Circles" de Levi's. Fue presentada para la compañía por RCA Records en los Clio Awards 2018, donde recibió la Medalla de Bronce al Mejor Uso de la Música.

### Dynabeat
Dynabeat fue lanzado en la reedición deluxe de Zanaka, el 25 de noviembre de 2016. Un video musical fue subido al canal oficial de YouTube de Jain el 10 de julio de 2017. La canción alcanzó el número 98 en la lista francesa de singles.

## Lista de canciones
| Edición estándar |                    |          |  |
| N.º              | Título             | Duración |  |
| 1.               | «Come»             | 2:42     |  |
| 2.               | «Heads Up»         | 3:31     |  |
| 3.               | «Mr Johnson»       | 3:03     |  |
| 4.               | «Lil Mama»         | 2:38     |  |
| 5.               | «Hope»             | 3:14     |  |
| 6.               | «All My Days»      | 3:47     |  |
| 7.               | «Hob»              | 2:25     |  |
| 8.               | «Makeba»           | 4:09     |  |
| 9.               | «You Can Blame Me» | 3:45     |  |
| 10.              | «So Peaceful»      | 3:59     |  |

| Edición deluxe |                                   |          |  |
| N.º            | Título                            | Duración |  |
| 11.            | «City»                            | 3:16     |  |
| 12.            | «Son of a Sun»                    | 3:31     |  |
| 13.            | «Dynabeat»                        | 2:52     |  |
| 14.            | «Come» (versión extendida)        | 4:47     |  |
| 15.            | «Come» (remix de Femi Kuti remix) | 2:48     |  |
| 16.            | «Makeba» (remix de Dirty Ridin')  | 4:03     |  |

## Posición en listas
| Listas de álbum (2016-2023)    | Posición más alta |
| ------------------------------ | ----------------- |
| Bélgica (Ultratop - Flandes)   | 95                |
| Bélgica (Ultratop - Valonia)   | 4                 |
| Canadá (Canadian Albums Chart) | 51                |
| España (PROMUSICAE)            | 68                |
| Francia (SNEP)                 | 5                 |
| Italia (FIMI)                  | 74                |
| Lituania (AGATA)               | 98                |
| Suiza (Schweizer Hitparade)    | 17                |